# Hanns Wilhelm Eppelsheimer
Hanns Wilhelm Eppelsheimer (* 17. Oktober 1890 in Wörrstadt; † 24. August 1972 in Frankfurt am Main) war ein deutscher Bibliothekar und Literaturwissenschaftler.

## Leben
Eppelsheimer war der Sohn des Geometers Wilhelm Eppelsheimer und seiner Frau Elise, geb. Horst. Er besuchte in Mainz das Gymnasium und studierte anschließend in Freiburg im Breisgau, München und Marburg Rechtswissenschaft, Geschichte, Französisch, Germanistik, Kunstgeschichte und Philosophie. 1914 wurde er promoviert. Während des Ersten Weltkriegs war er von 1914 bis 1918 Offizier in der Feldartillerie. Vom 1. April 1919 bis 1929 war er Bibliothekar an der Stadtbibliothek Mainz.
Am 1. März 1929 übernahm Eppelsheimer das Amt des Direktors der Landesbibliothek Darmstadt. Er wurde nach der Machtübernahme der Nationalsozialisten zum 30. September 1933 aufgrund seiner Einstufung als Sozialdemokrat aus seinem Amt gedrängt und in den Ruhestand versetzt. Daraufhin begann er umfangreiche bibliografische Arbeiten und veröffentlichte 1935–1937 das Handbuch der Weltliteratur, eine Bibliografie des Schrifttums der Kulturvölker und ihrer herausragenden Literaturdenkmäler.
Nach dem Ende des Zweiten Weltkrieges nahm Eppelsheimer seine Berufstätigkeit als Bibliothekar wieder auf, als er vom 6. April bis 31. Dezember 1945 wieder als Direktor der Landesbibliothek Darmstadt eingesetzt wurde. 1946 wurde er Direktor der Stadt- und Universitätsbibliothek Frankfurt am Main. Im gleichen Jahr initiierte er gemeinsam mit Georg Kurt Schauer (1899–1984), Heinrich Cobet und dem Verleger Vittorio Klostermann die Gründung der Deutschen Bibliothek in Frankfurt am Main, deren erster Direktor er von 1947 bis 1959 war; bis 1958 blieb er zugleich Direktor der Stadt- und Universitätsbibliothek. 1946 wurde er Honorarprofessor für Bibliothekswissenschaft an der Universität Frankfurt, an der er auch Lehrbeauftragter für vergleichende Literaturwissenschaft war.

## Leistungen

### Bibliothekswesen
In Mainz entwickelte Eppelsheimer zwischen 1919 und 1927 zusammen mit seinen Mitarbeitern die sogenannte Methode Eppelsheimer, eine pragmatische Methode zum Aufbau von Bibliothekskatalogen, auf deren Grundlage der Mainzer Sachkatalog entstand. Dabei wurde eine Kombination von systematischem Sachkatalog und verbaler Sacherschließung über freie Schlagwörter realisiert, von Eppelsheimer als „Königsweg“ der sachlichen Erschließung apostrophiert. Sie wurde in den folgenden Jahren von mehreren Bibliotheken übernommen.

### Bibliographie der deutschen Sprach- und Literaturwissenschaft (BDSL)
Als Eppelsheimers größte Leistung auf bibliografischem Gebiet gilt die Erarbeitung der Bibliographie der deutschen Literaturwissenschaft, deren erster Band 1957 beim Verlag Vittorio Klostermann erschien und zunächst den Zeitraum 1945 bis 1953 erfasste. Ab dem zweiten Band übernahm Clemens Köttelwesch (1915–1988) die Bearbeitung und führte die bibliografischen Nachweise sukzessive an die Gegenwart heran. Das ambitionierte Projekt verzeichnet die weltweit erschienene Literatur zur Deutschen Literaturwissenschaft, seit 1969 zusätzlich der germanistischen Linguistik. Seitdem erscheint sie als Bibliographie der deutschen Sprach- und Literaturwissenschaft (BDSL), ist in germanistischen Fachkreisen aber immer noch als Eppelsheimer-Köttelwesch bekannt. Seit Band XXX (1990) wird die BDSL per Computer erfasst, seit 2004 ist sie für die Berichtsjahrgänge 1985–1995 (für lizenzierte Institutionen bis zur Gegenwart) über das Internet abrufbar.

## Auszeichnungen und Ehrenämter
- 1954 Aufnahme in die Deutsche Akademie für Sprache und Dichtung, wird als Ehrenmitglied geführt[1]
- 1955 Großes Verdienstkreuz der Bundesrepublik Deutschland
- 1955 Goetheplakette der Stadt Frankfurt am Main
- 1958 Goethe-Plakette des Landes Hessen
- 1958–1962 Vizepräsident, 1963–1965 Präsident der Deutschen Akademie für Sprache und Dichtung[2]
- 1959 Großes Verdienstkreuz mit Stern der Bundesrepublik Deutschland

## Schriften

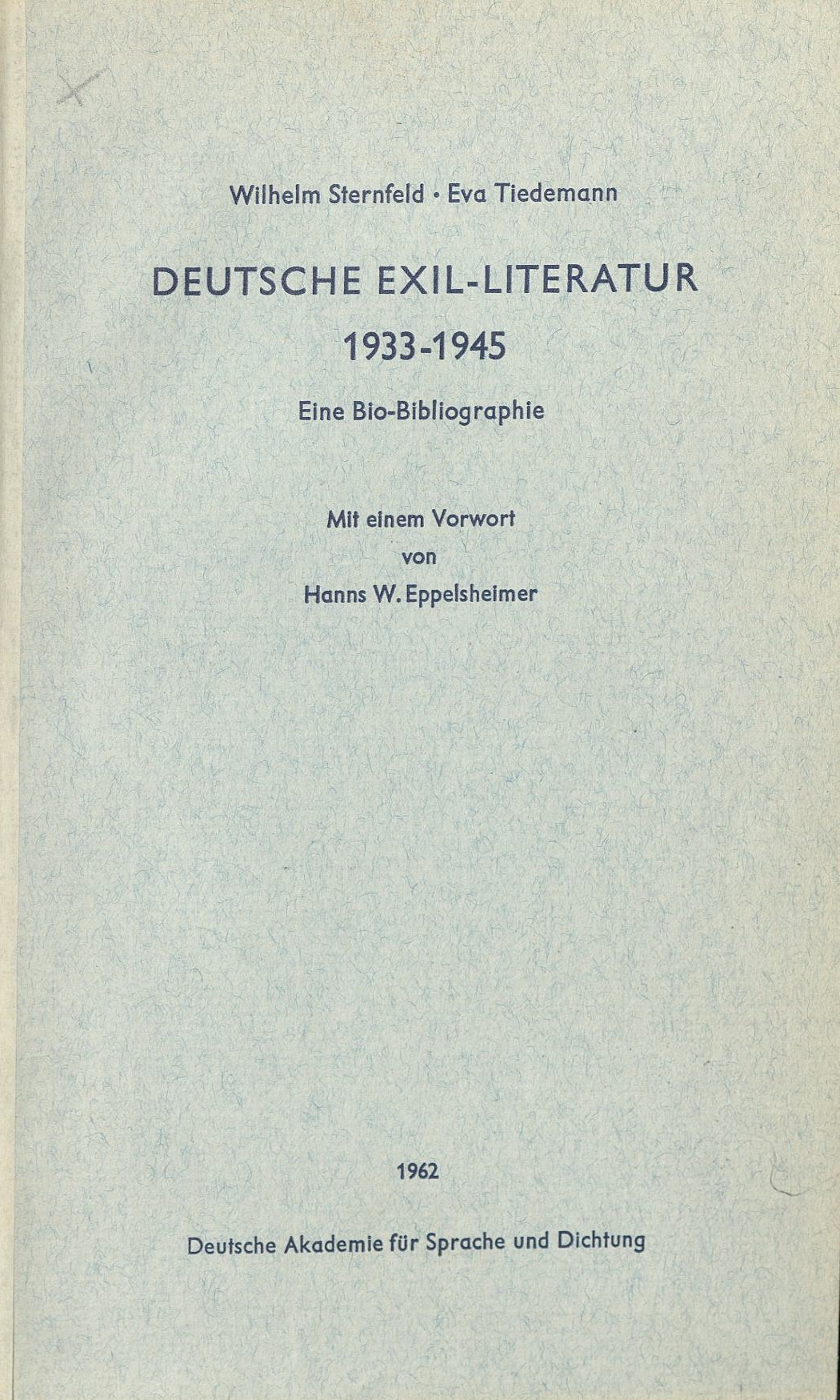
Vorwort (1962)

- Petrarca. F. Cohen, Bonn 1926. 2. Aufl., Klostermann, Frankfurt a. M. 1971.
- Handbuch der Weltliteratur von den Anfängen bis zum Weltkrieg: Ein Nachschlagewerk. Erschienen in 7 Lieferungen 1935–37. Klostermann, Frankfurt a. M. 1937. 3., neu bearb. u. erg. Aufl. 1960.
- Homer – ein Originalgenie: Essays. Parzeller, Fulda 1948.
- Francesco Petrarca: Dichtungen, Briefe, Schriften. Ausw. u. Einl. von Hanns W. Eppelsheimer. Fischer Bücherei, Frankfurt a. M. 1956. 6. Aufl., Insel-Verl., 1994.
- Bibliothek eines geistig interessierten Deutschen: Weltausstellung Brüssel 1958. Börsenverein d. Dt. Buchhandels, Frankfurt a. M. 1958.
- Geschichte der europäischen Weltliteratur. Insel-Verl., Frankfurt a. M. 1970.